# معماری مملوک
معماری مملوک به سبک معماری تحت سلطنت مملوک (۱۲۱۷–۱۵۱۷) گفته می‌شود که پایتخش قاهره بود و بر مصر، شام و حجاز حکومت می‌کرد. علیرغم سیاست داخلی غالباً آشفته آنها، سلاطین مملوک حامیان قدرتمند معماری بوده و سهم بسزایی در بافت تاریخی قاهره داشتند. دوره مملوک، به ویژه در قرن ۱۴، بر اوج قدرت و رفاه قاهره دلالت داشت. معماری آنها نیز در شهرهایی مانند دمشق، اورشلیم، حلب، طرابلس و مدینه وجود دارد. در حالی که سلطنت مملوک در سال ۱۵۱۷ توسط امپراتوری عثمانی فتح شد، معماری به سبک مملوکی به عنوان یک سنت محلی در قاهره ادامه یافت که با عناصر معماری جدید عثمانی ترکیب شده بود.

### دوره بحری مملوک

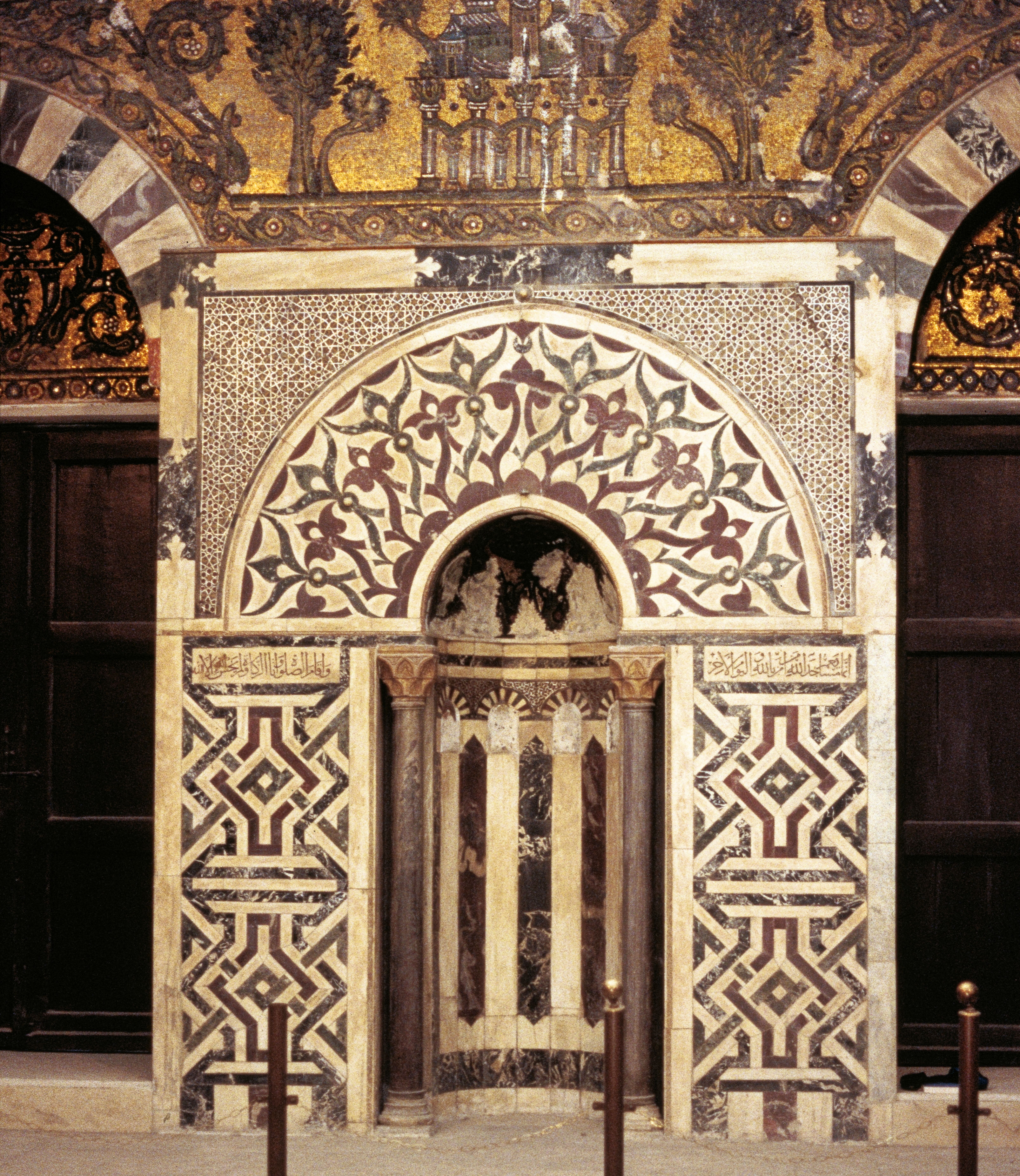
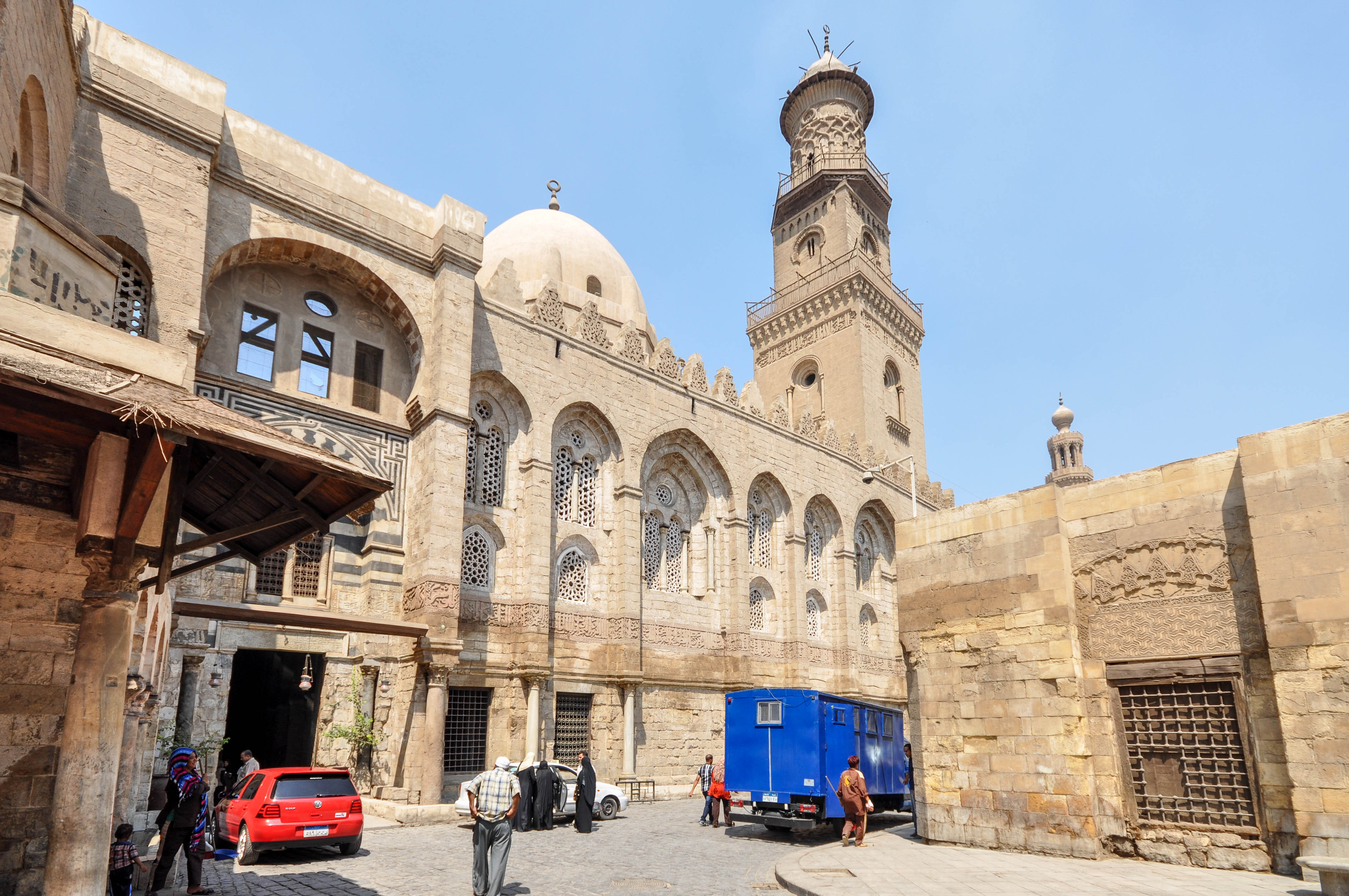
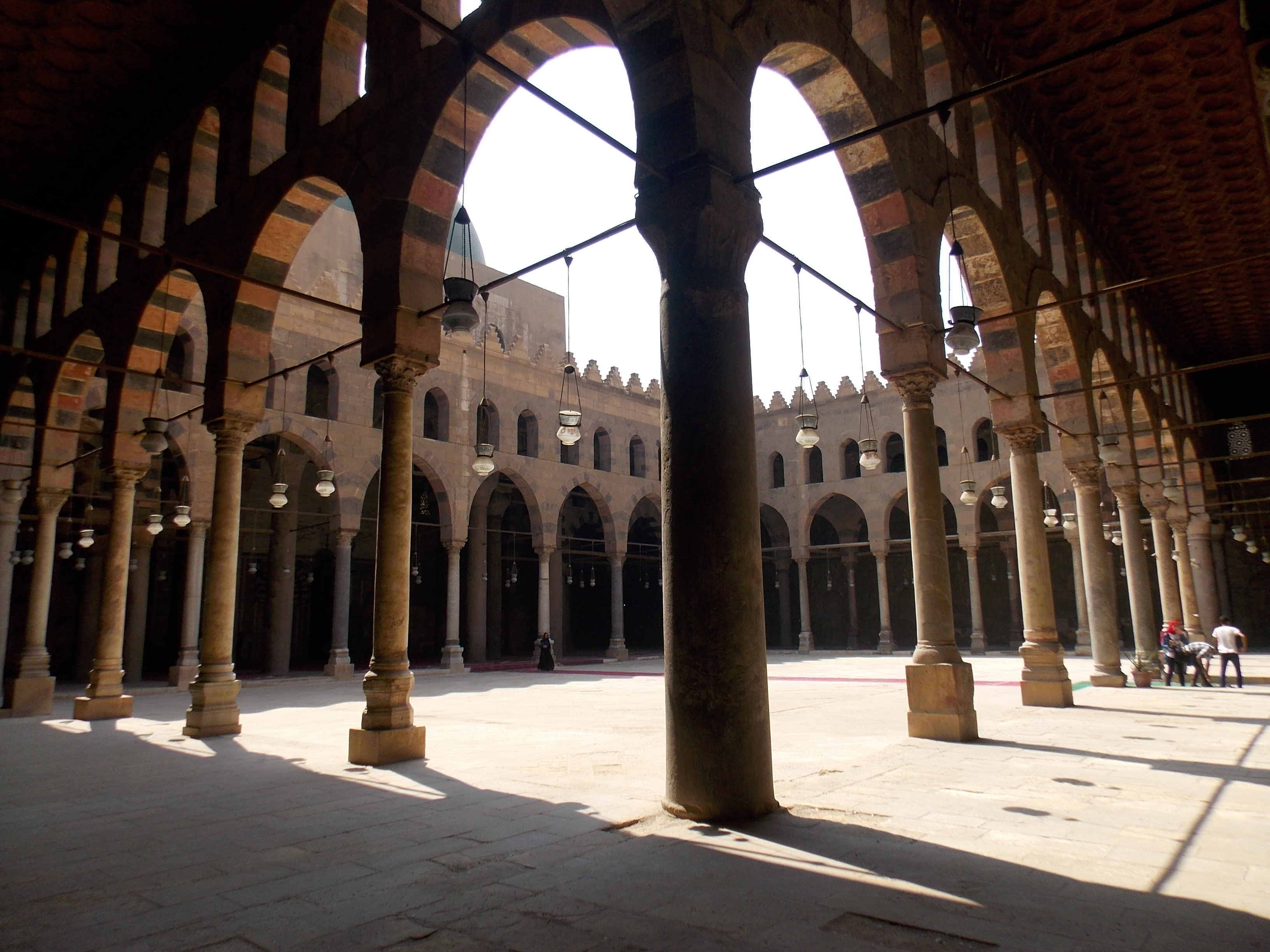
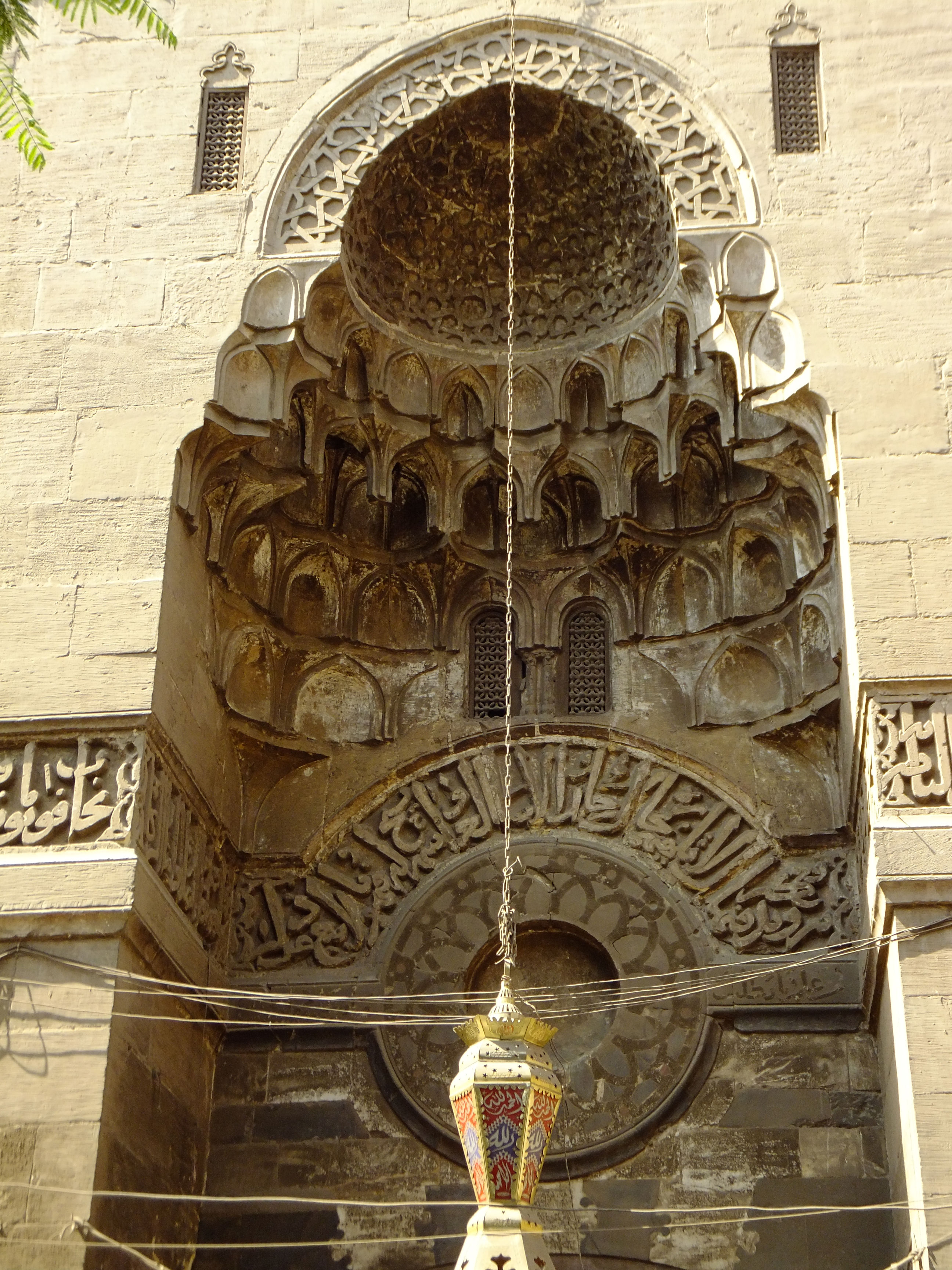
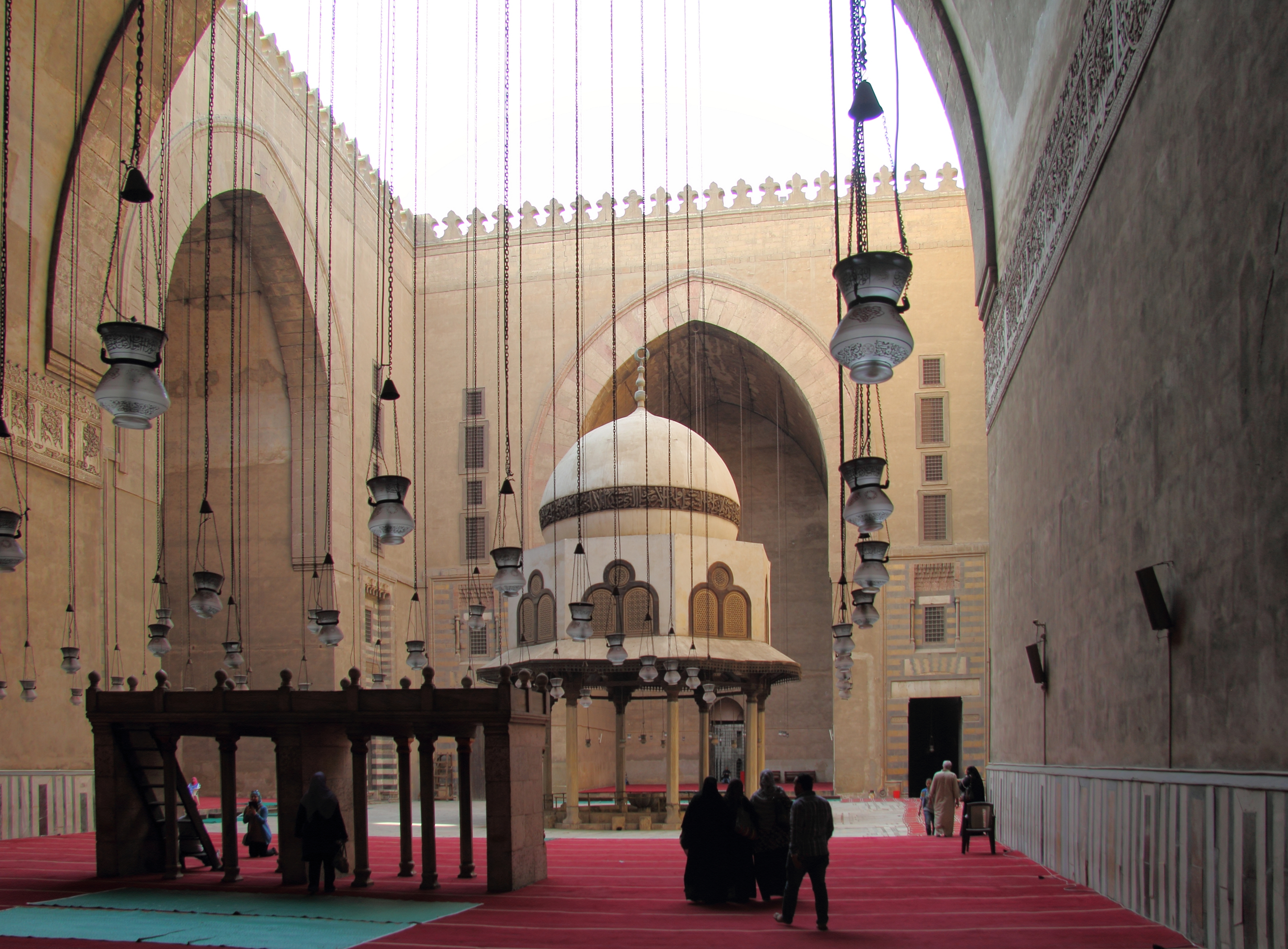
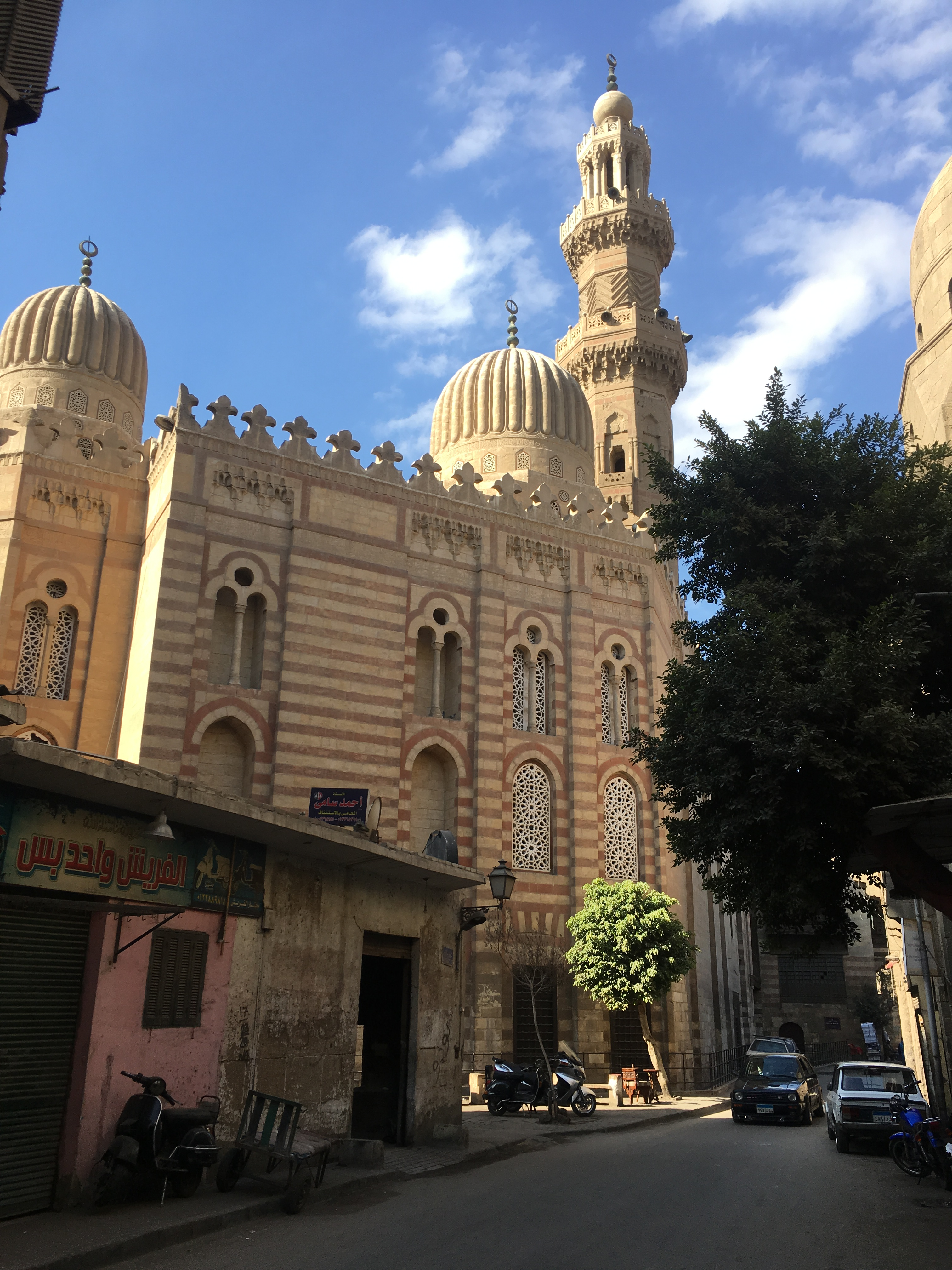

### دوره برجی مملوک

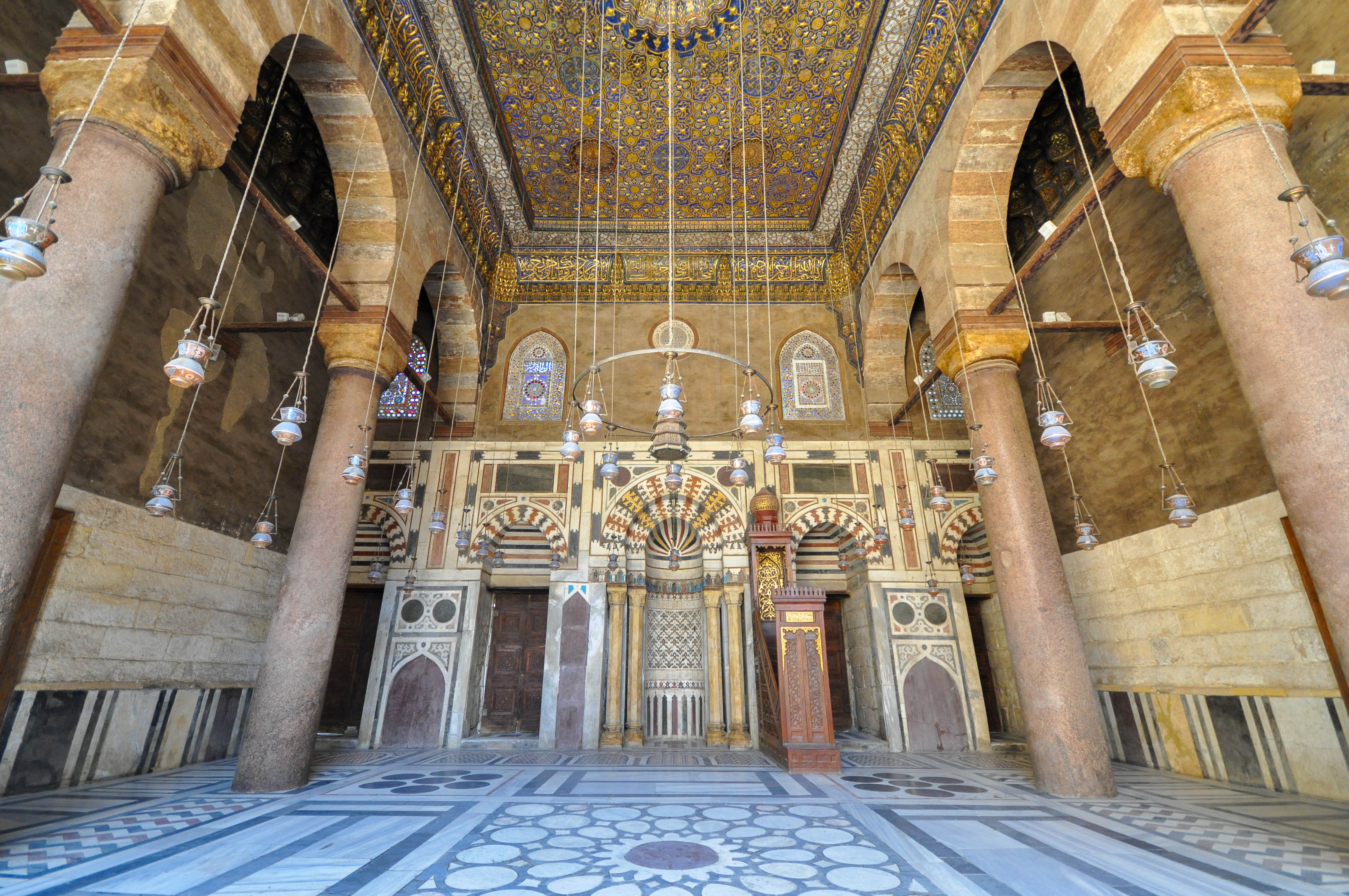
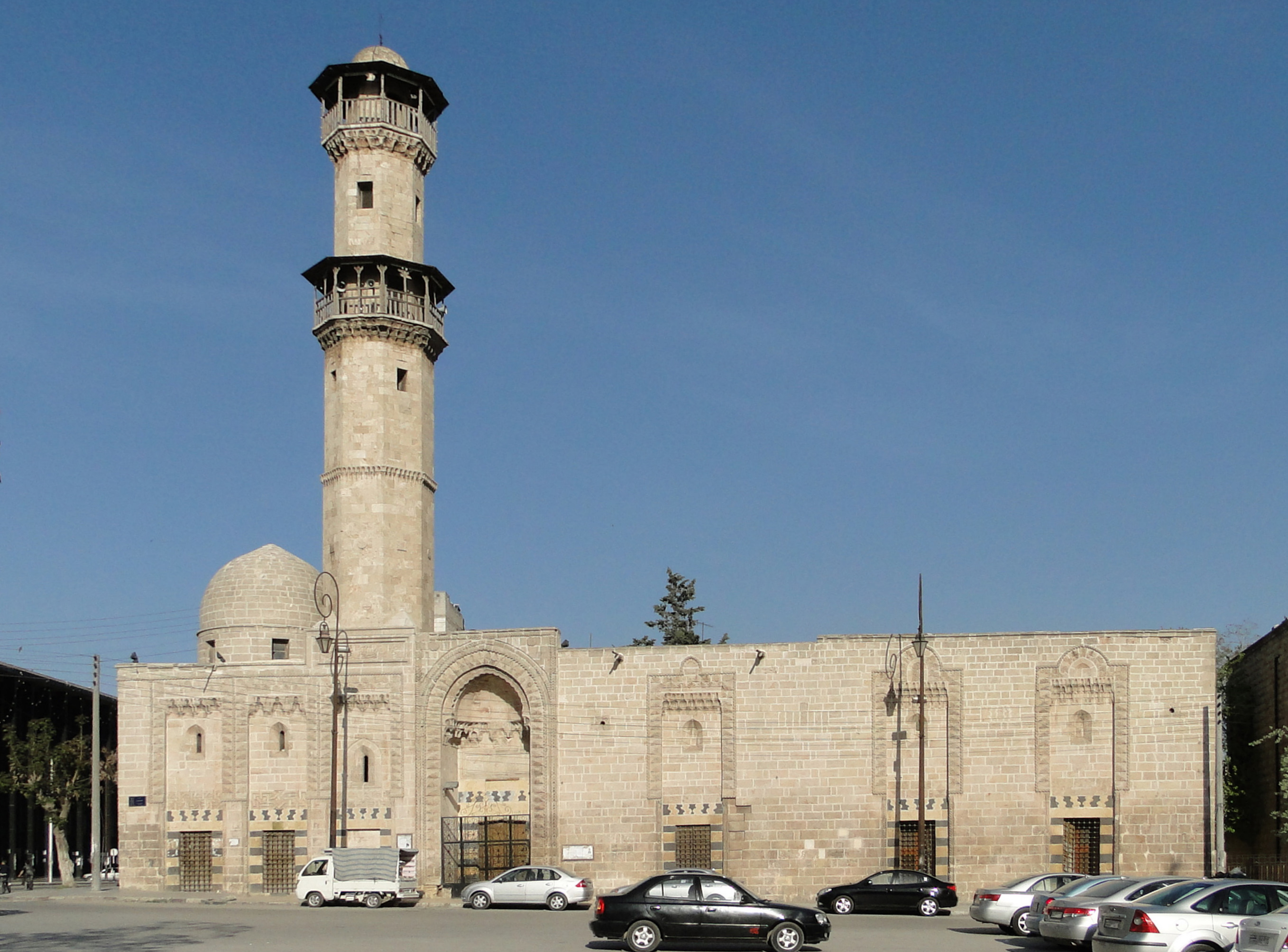
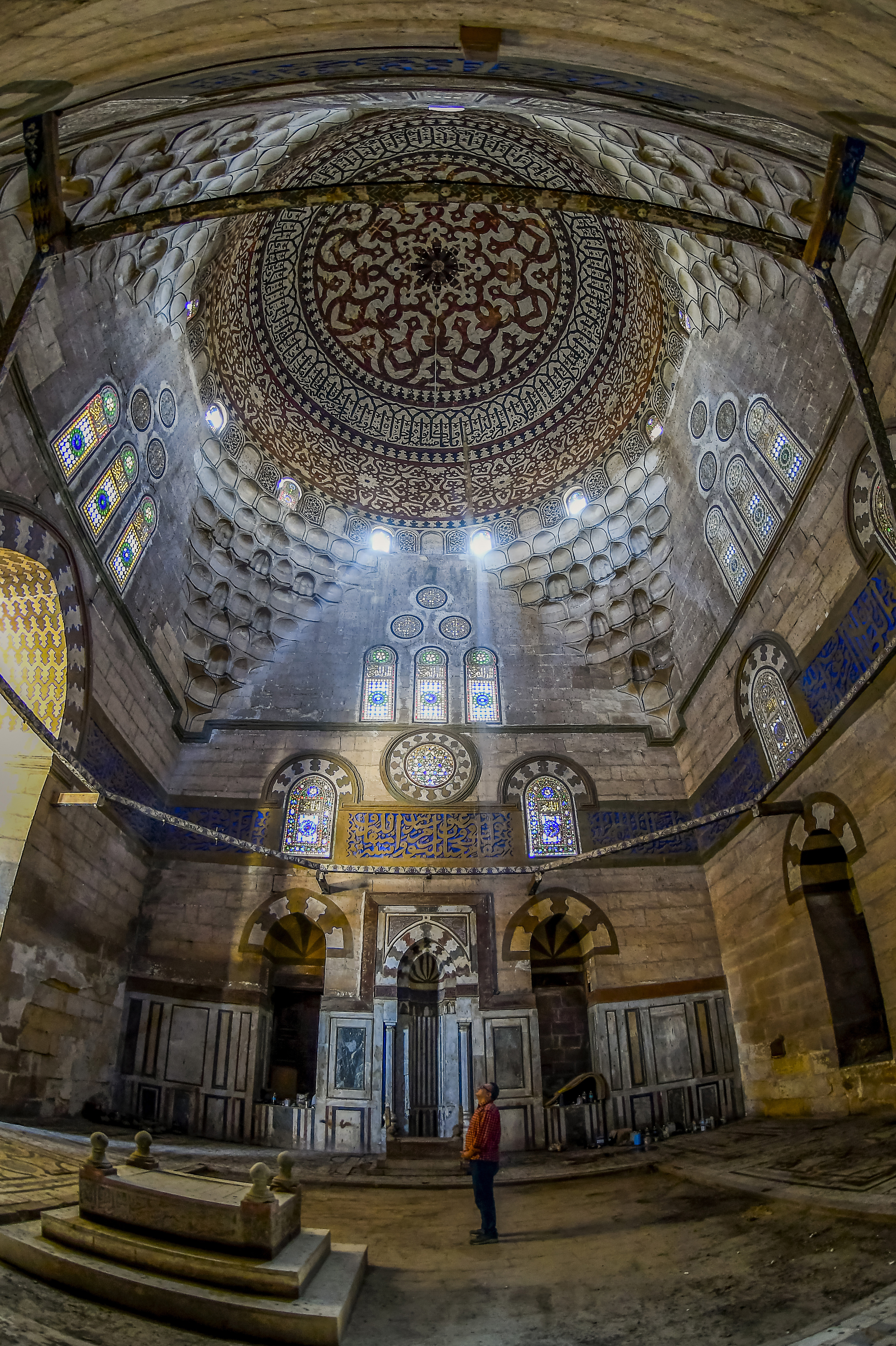
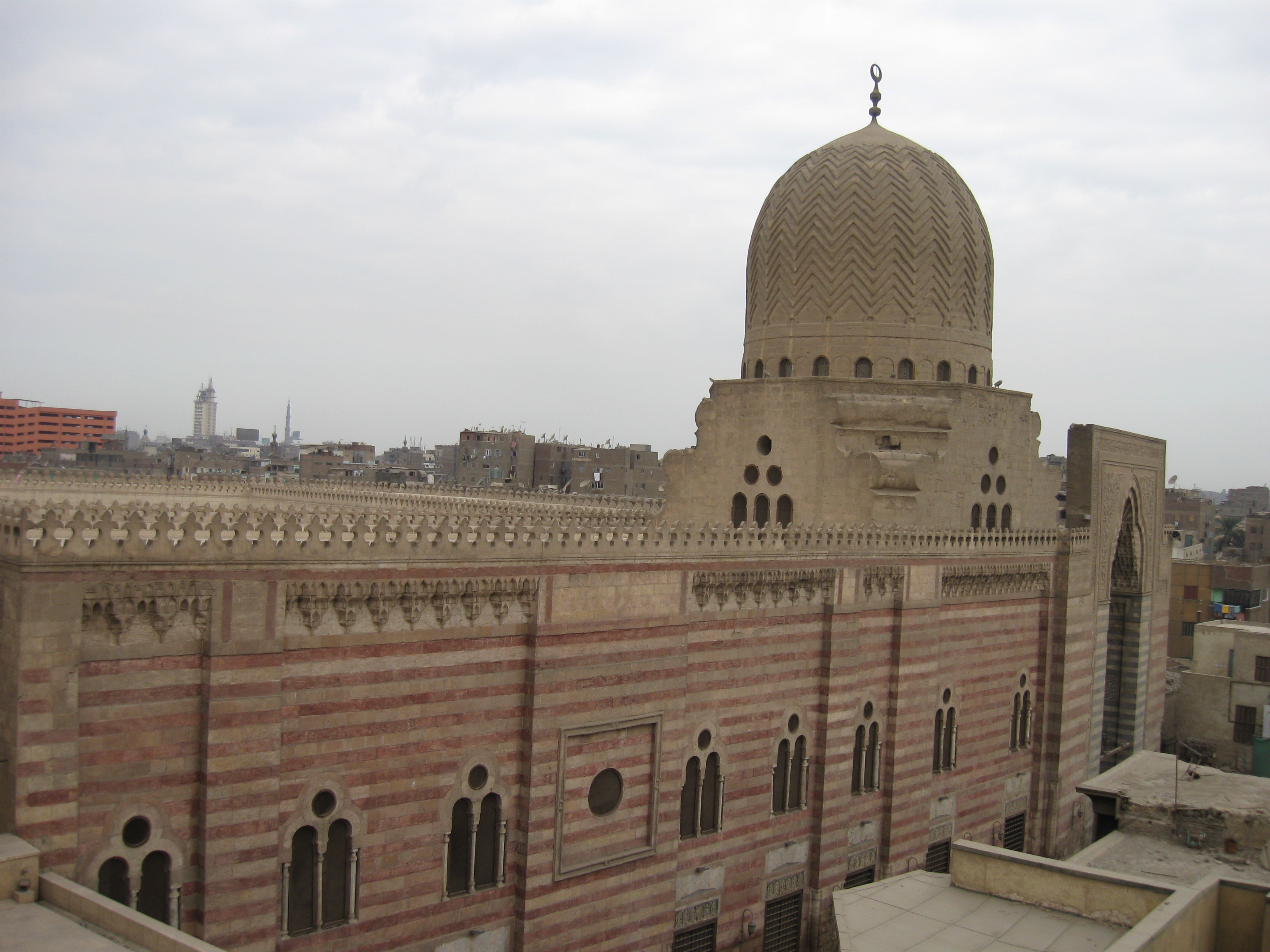
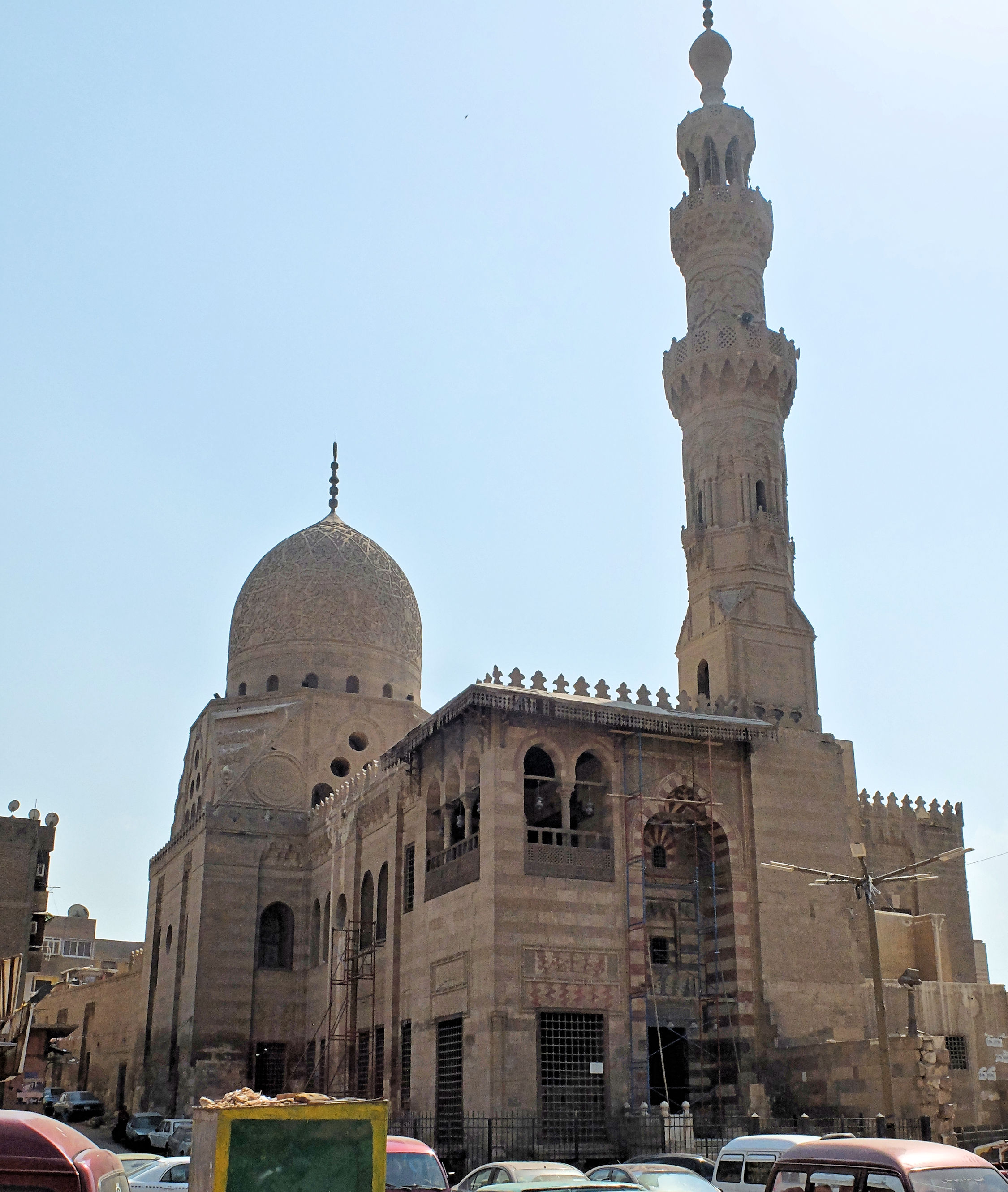
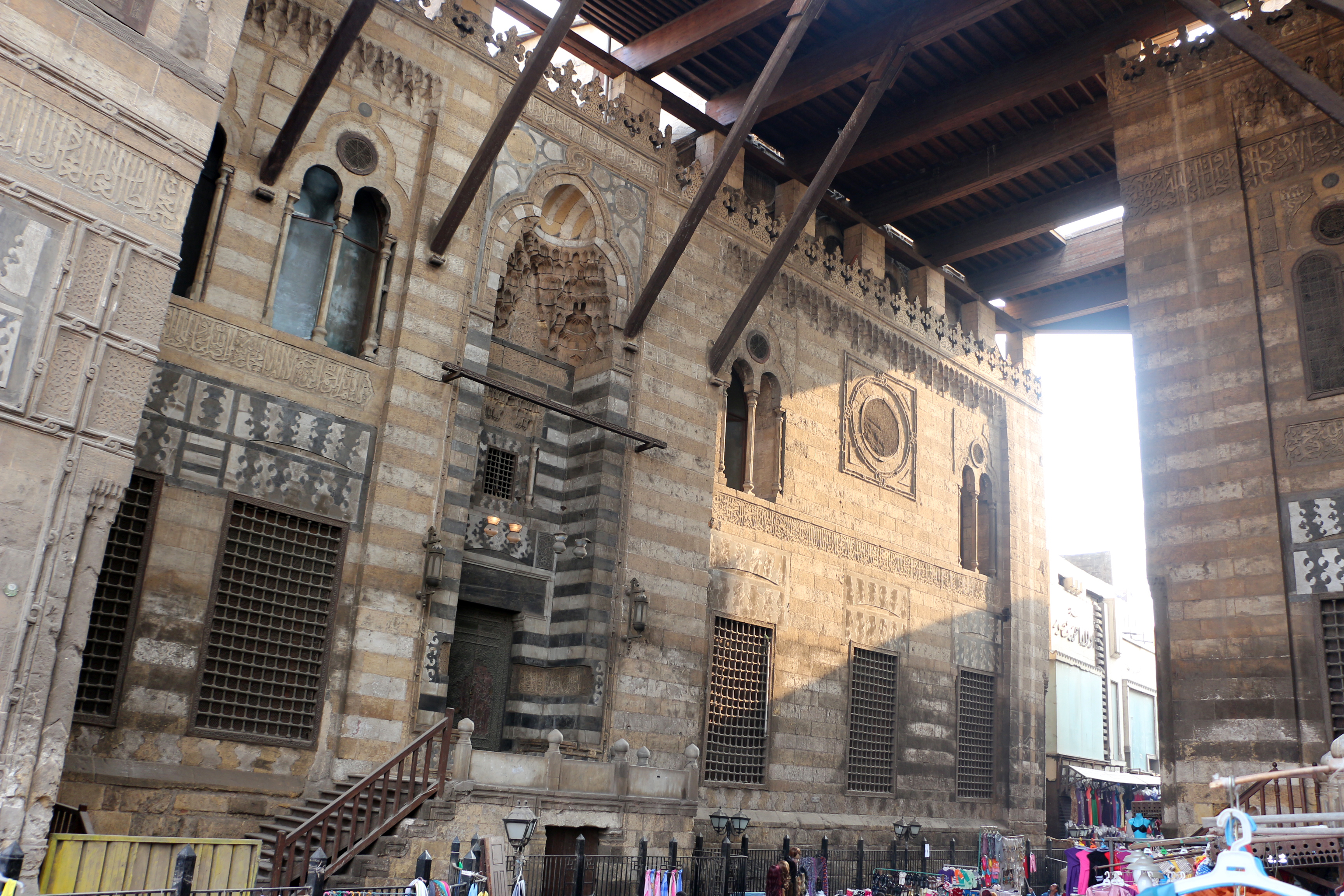

### دوره عثمانی

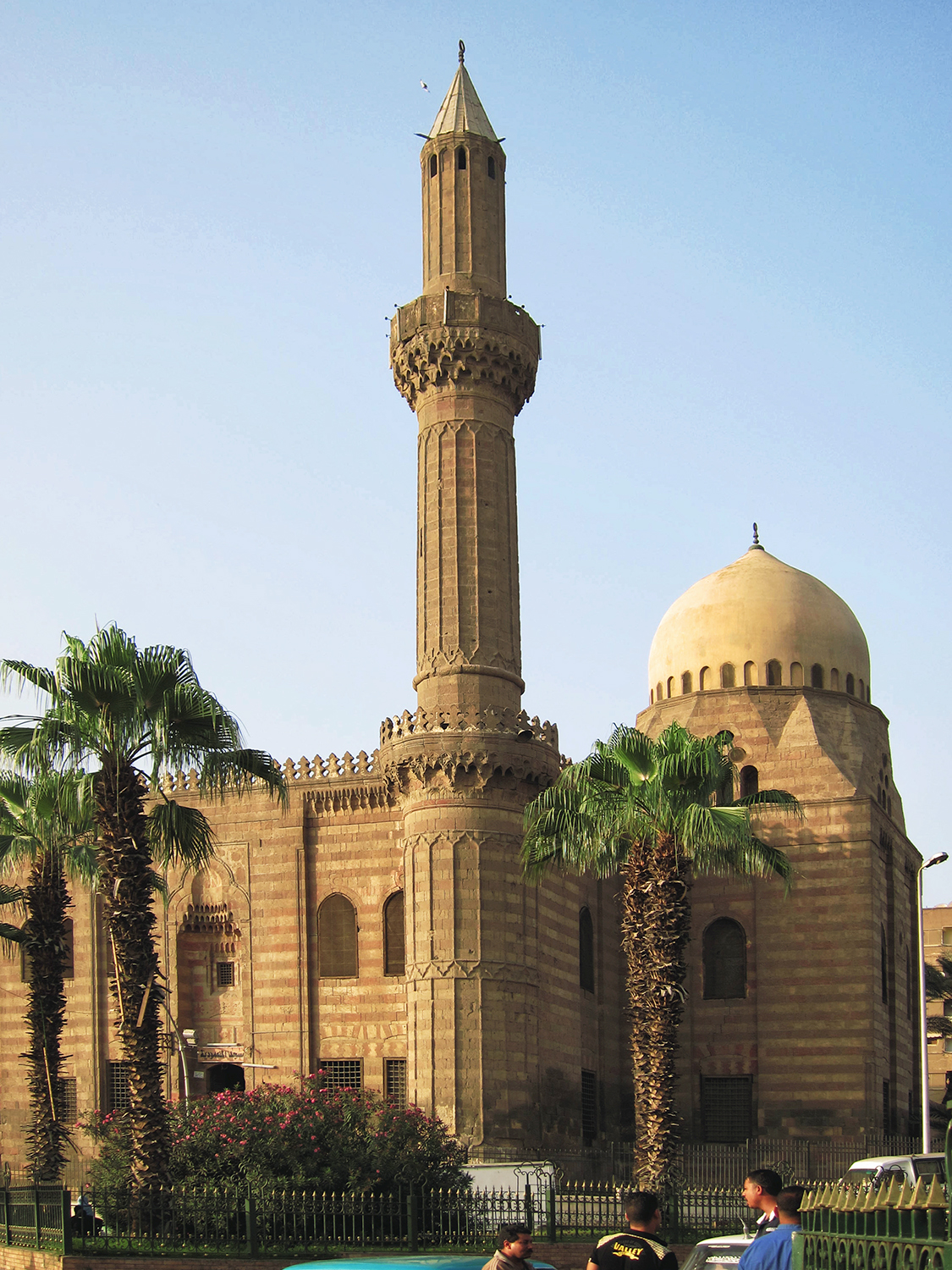
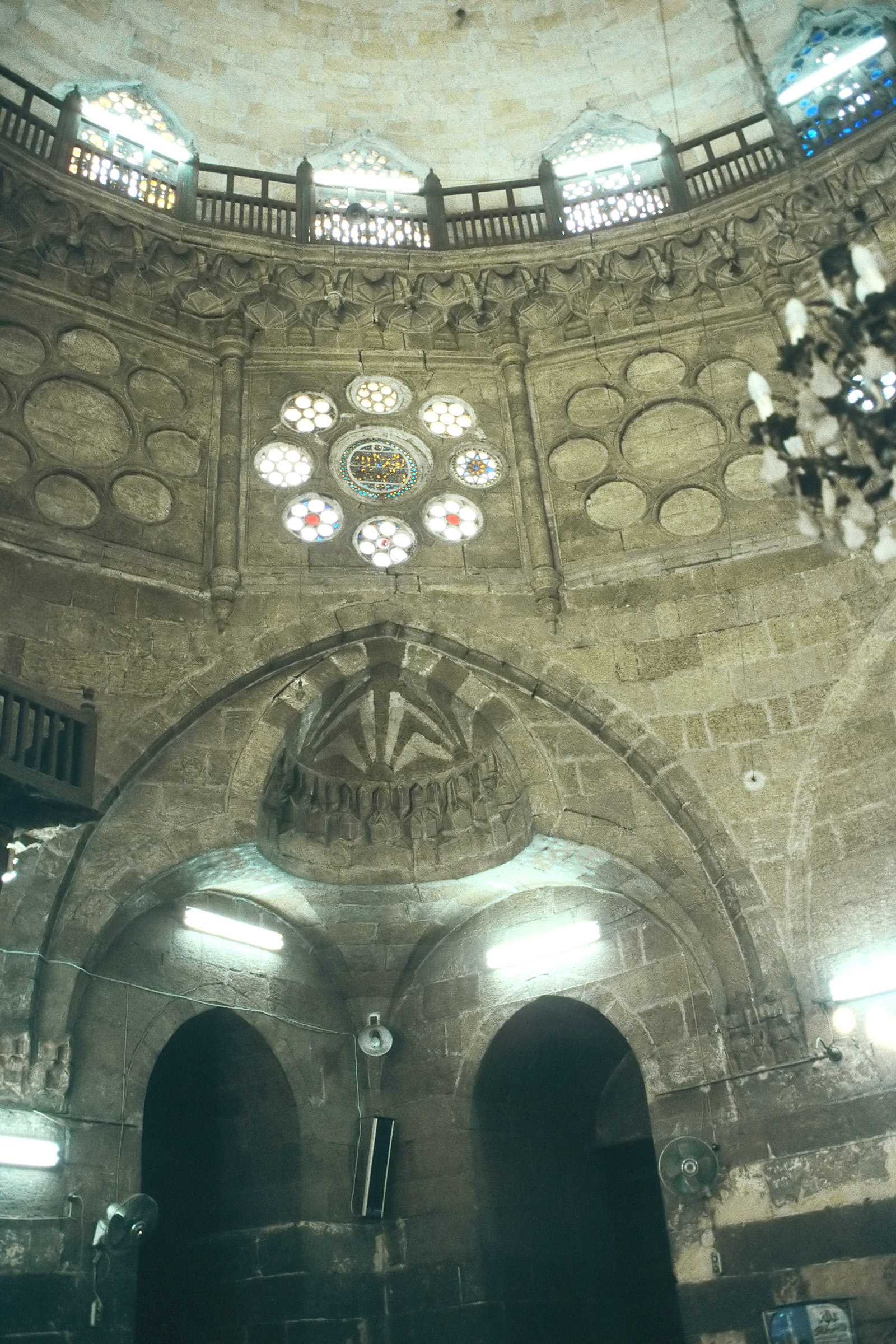
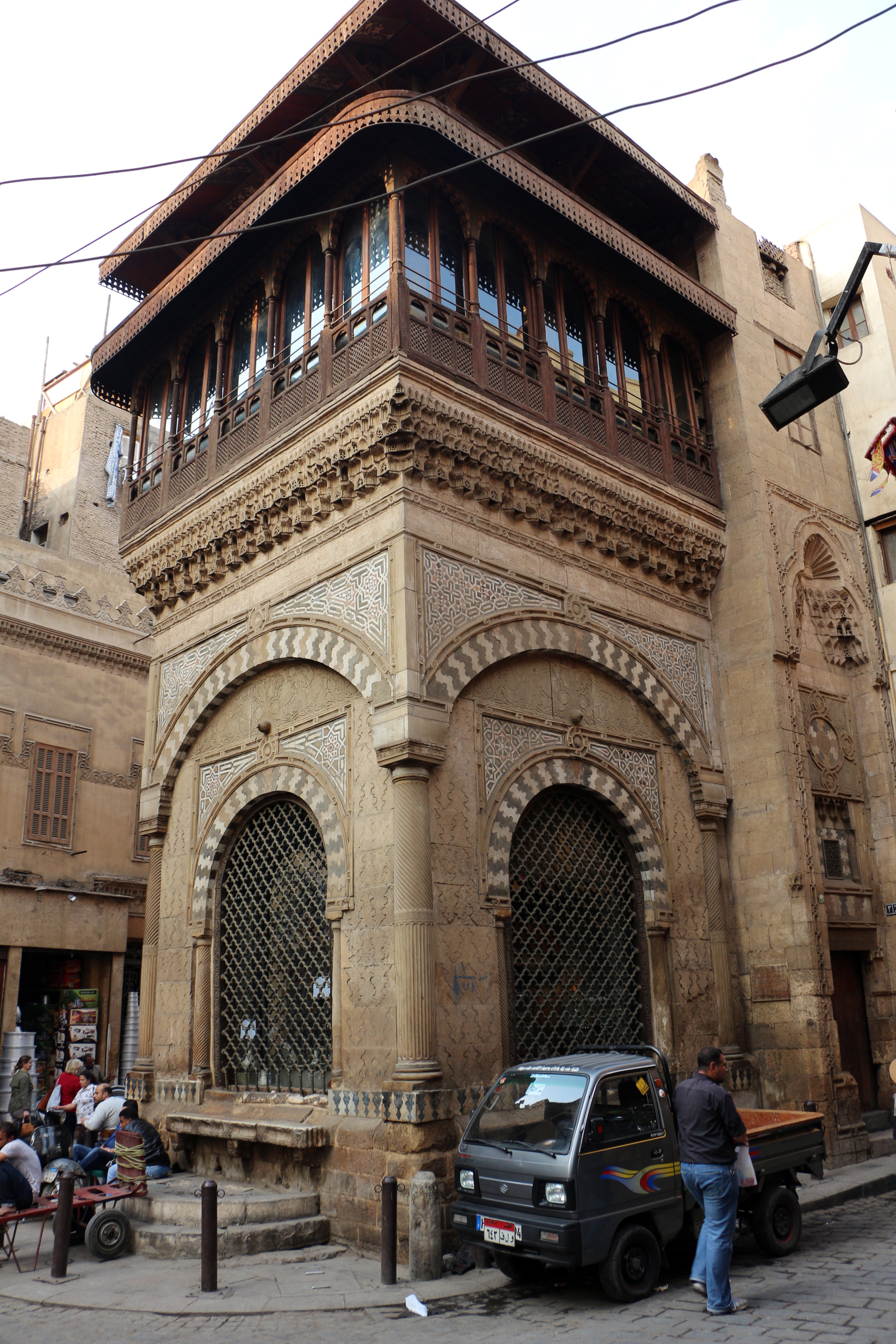

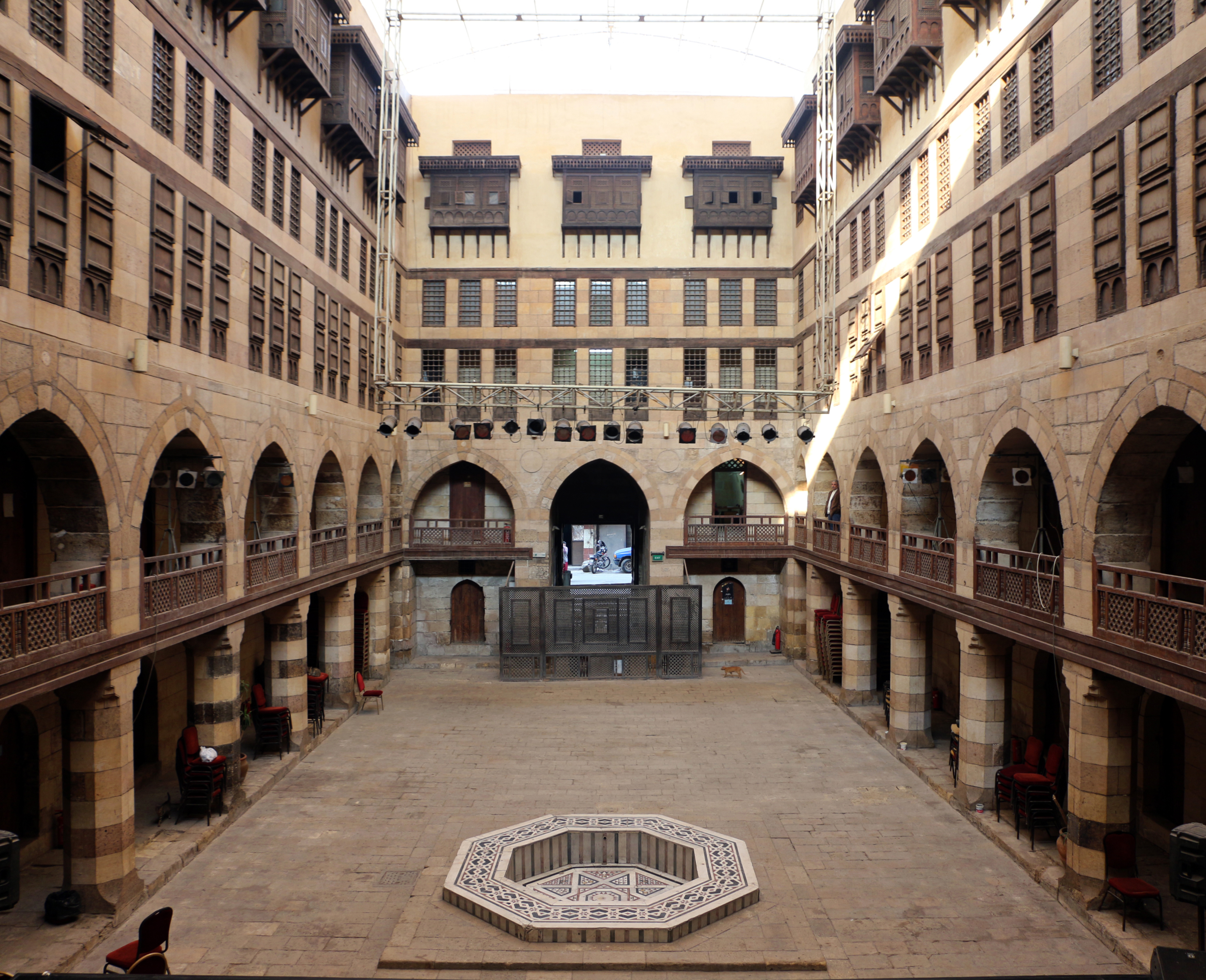
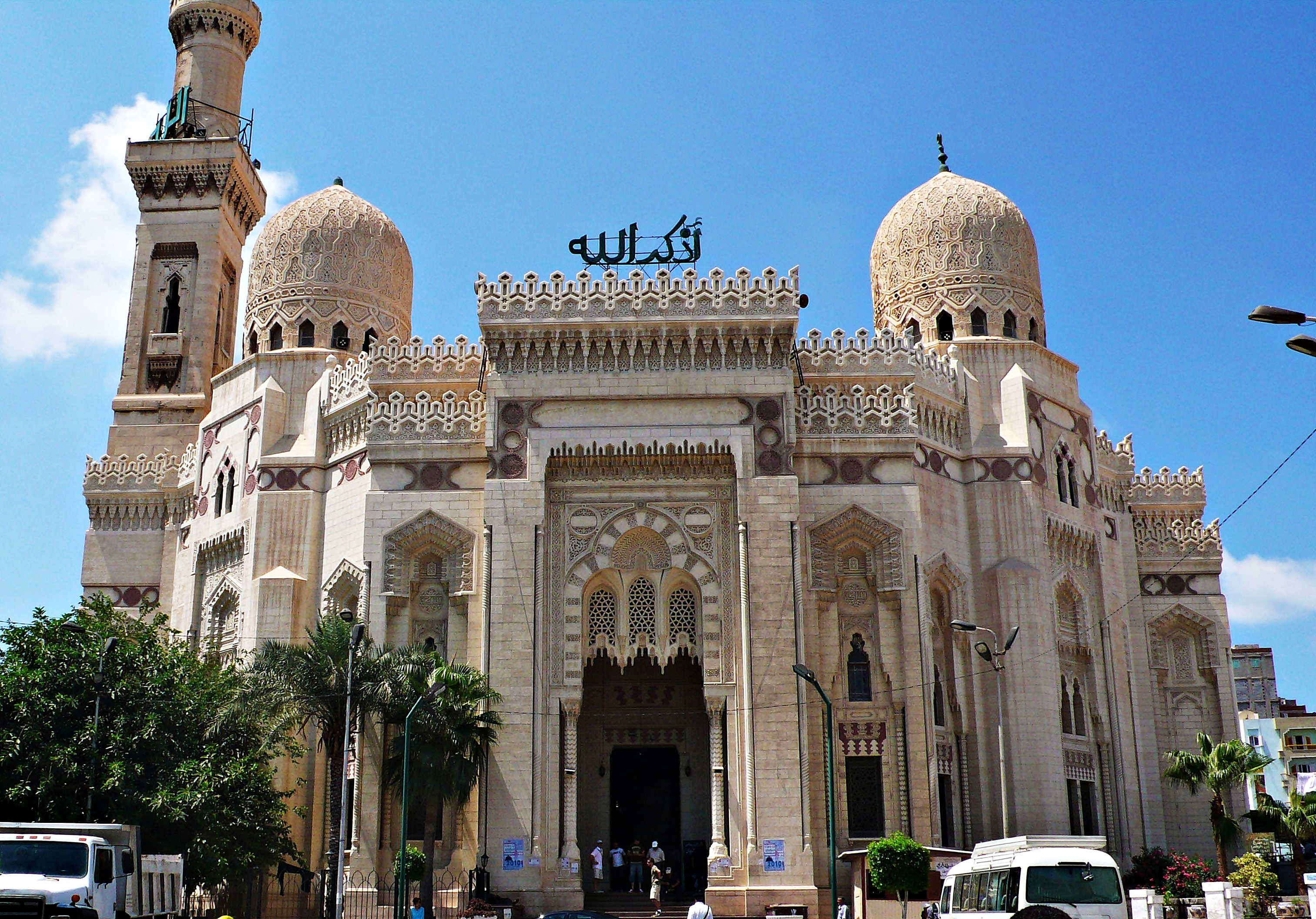
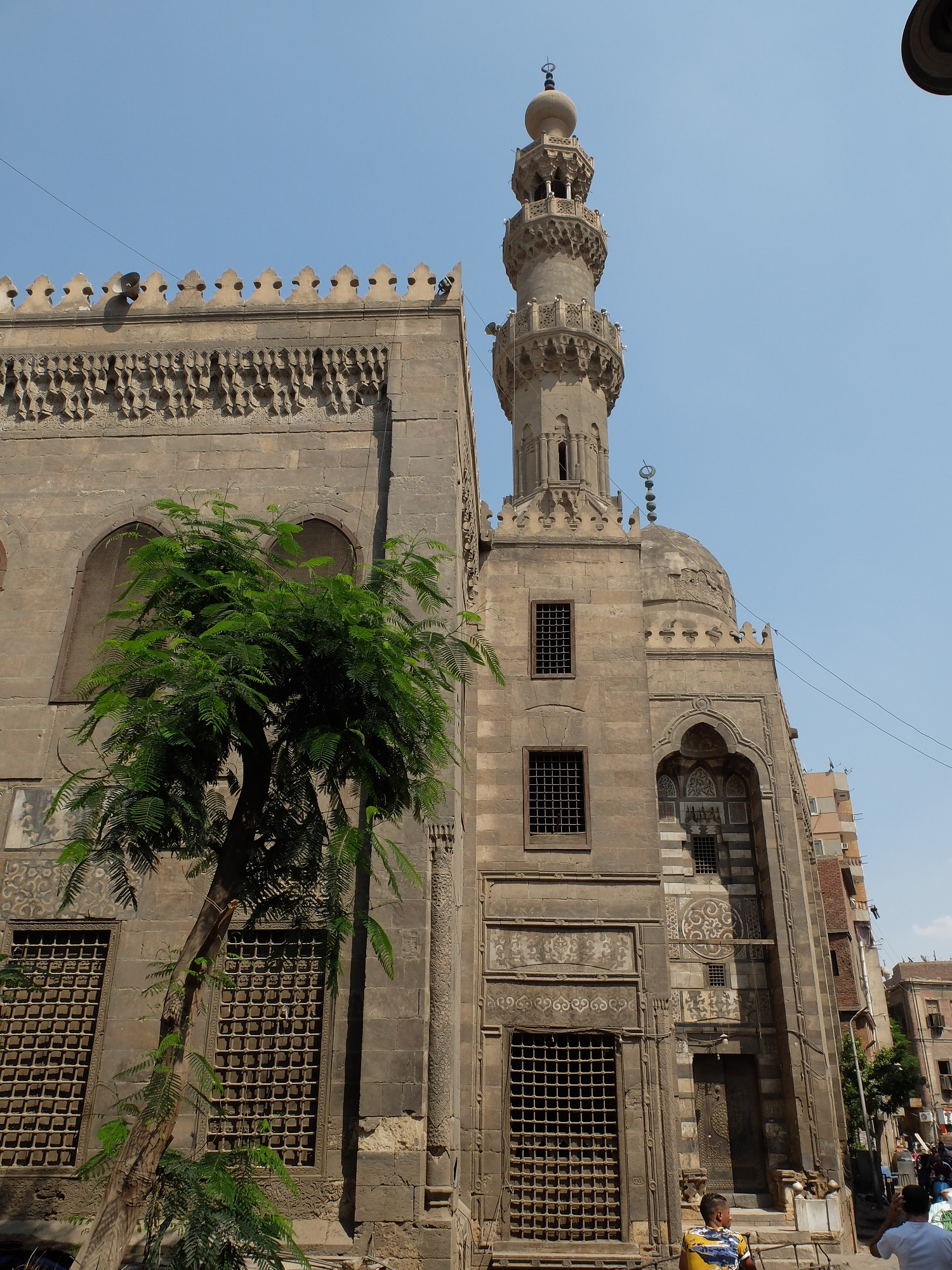
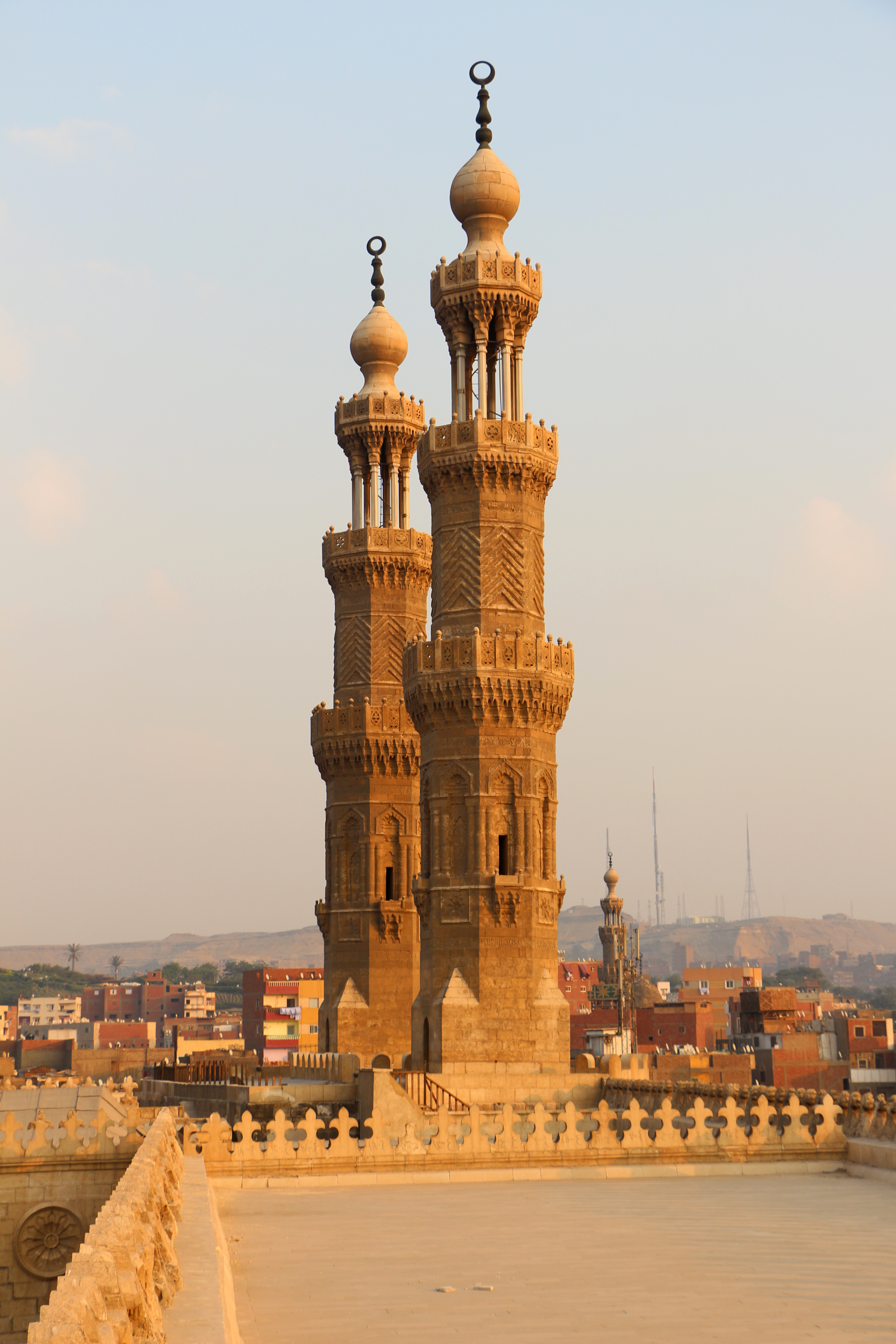
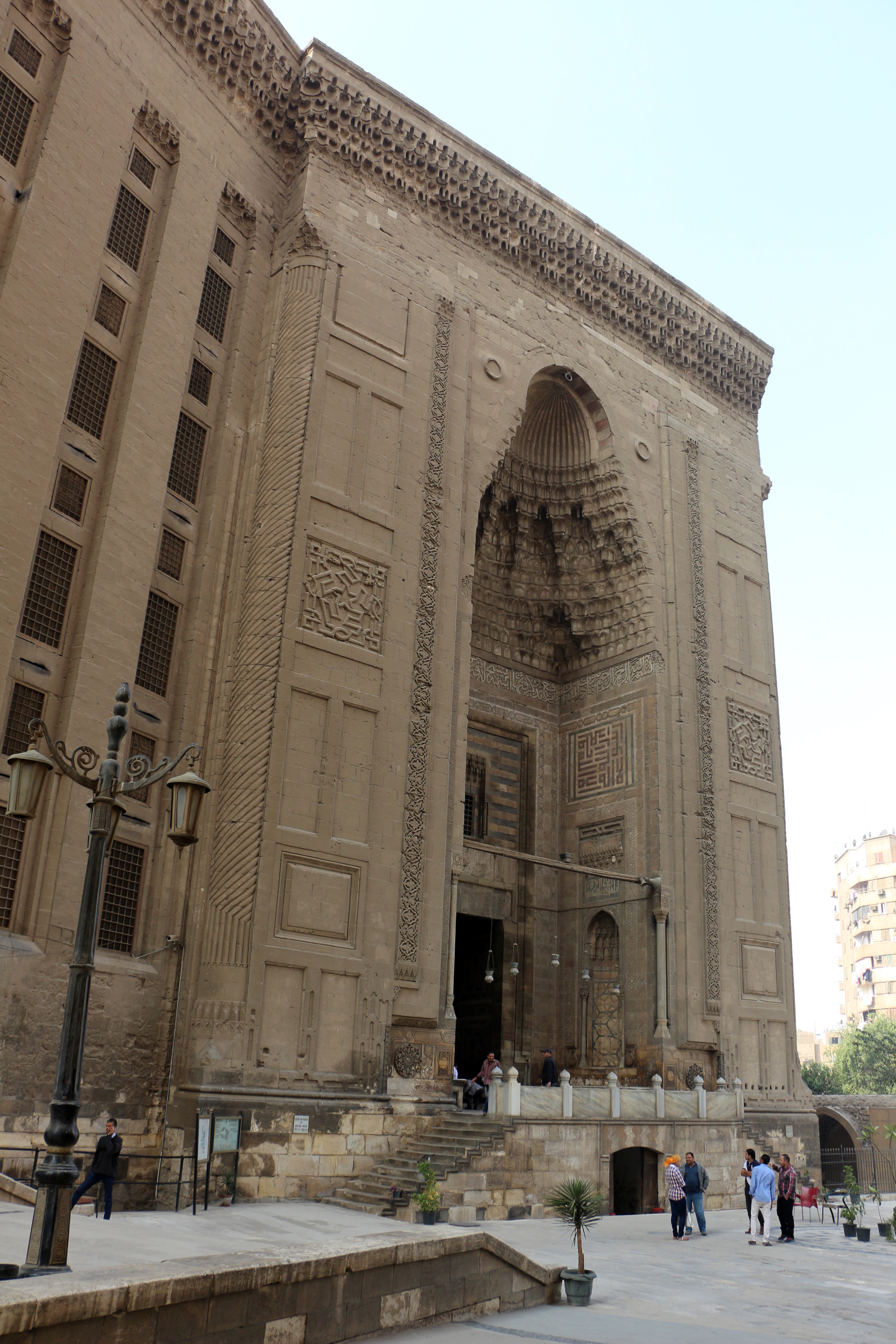
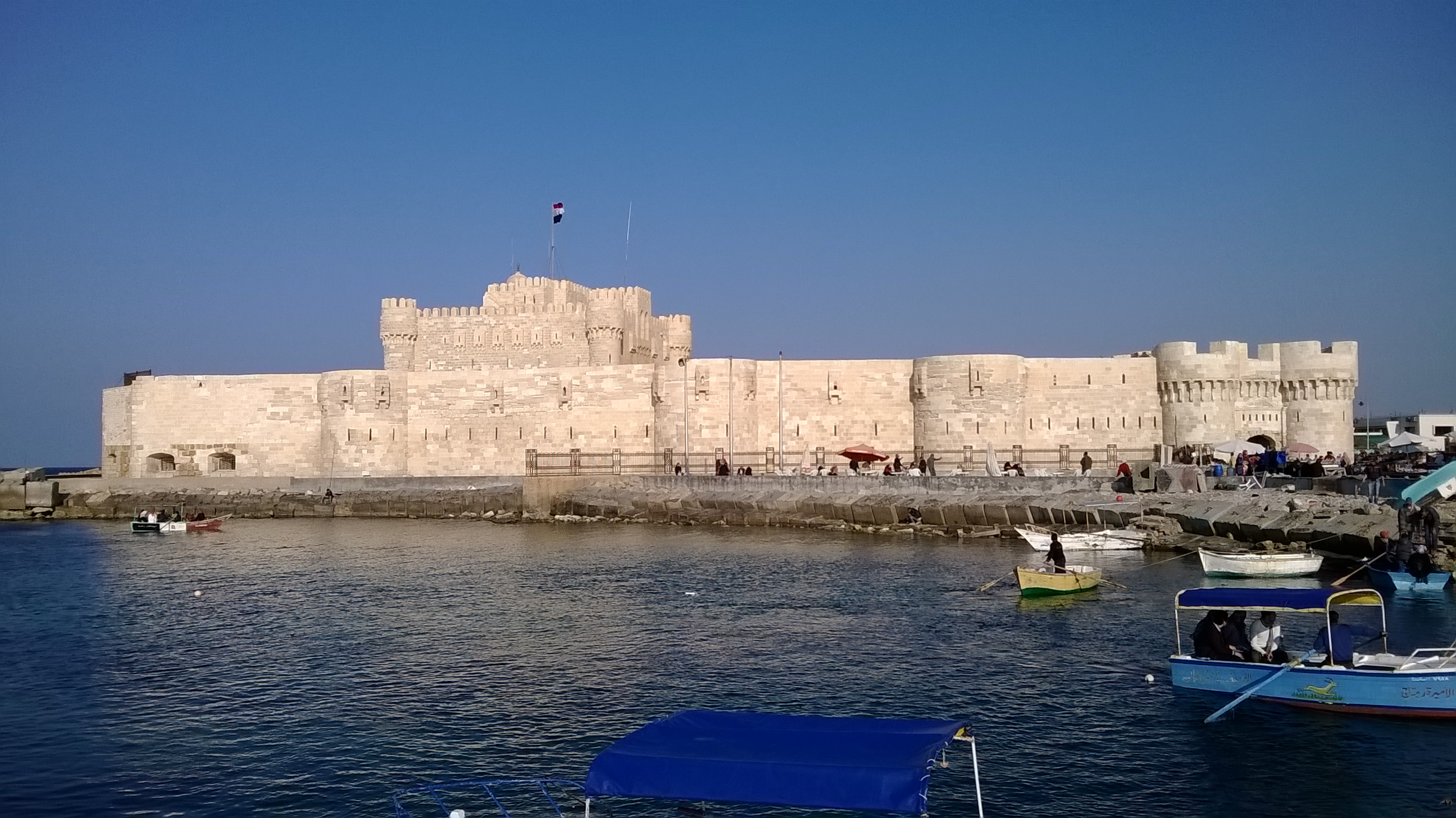
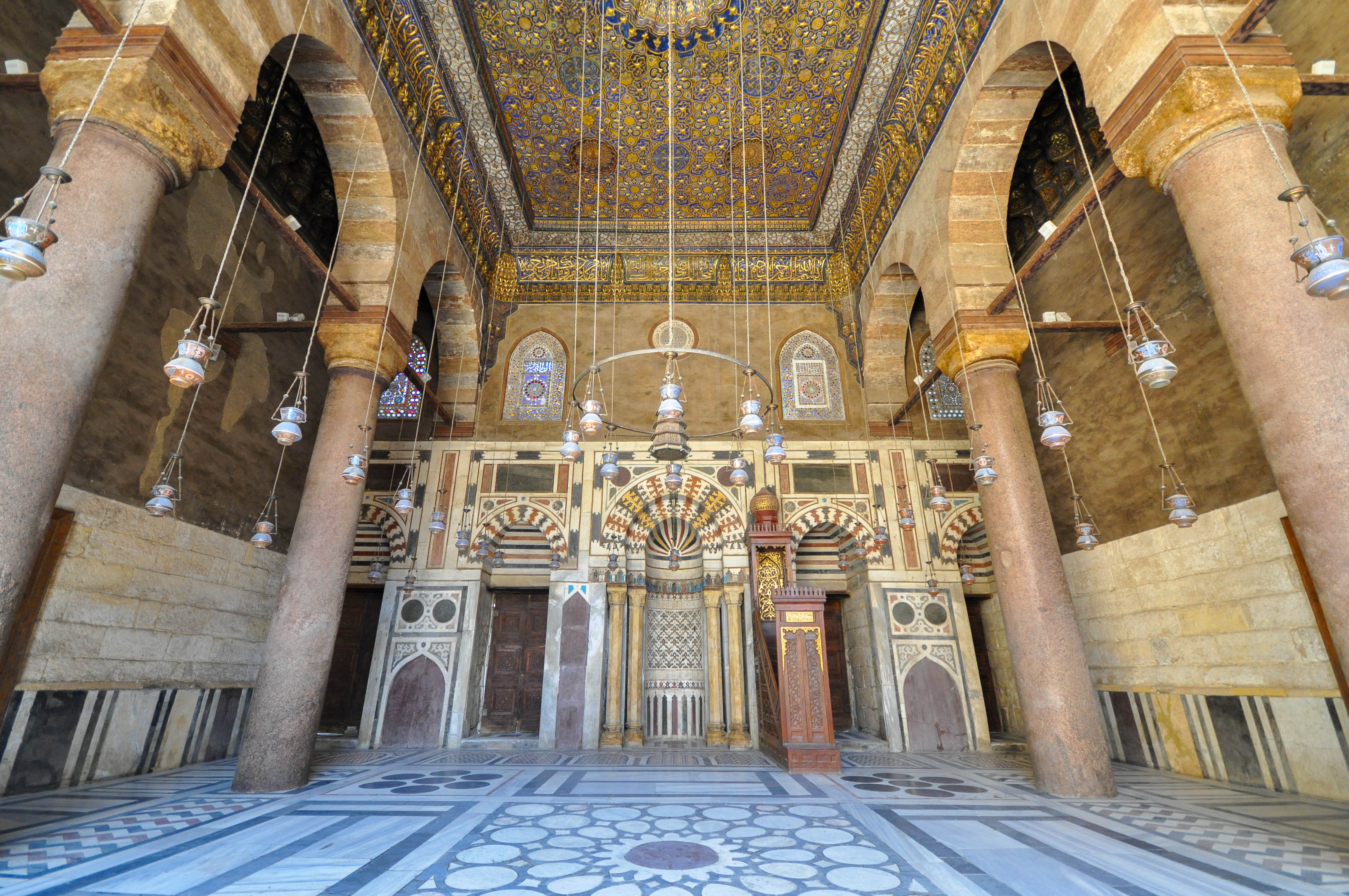
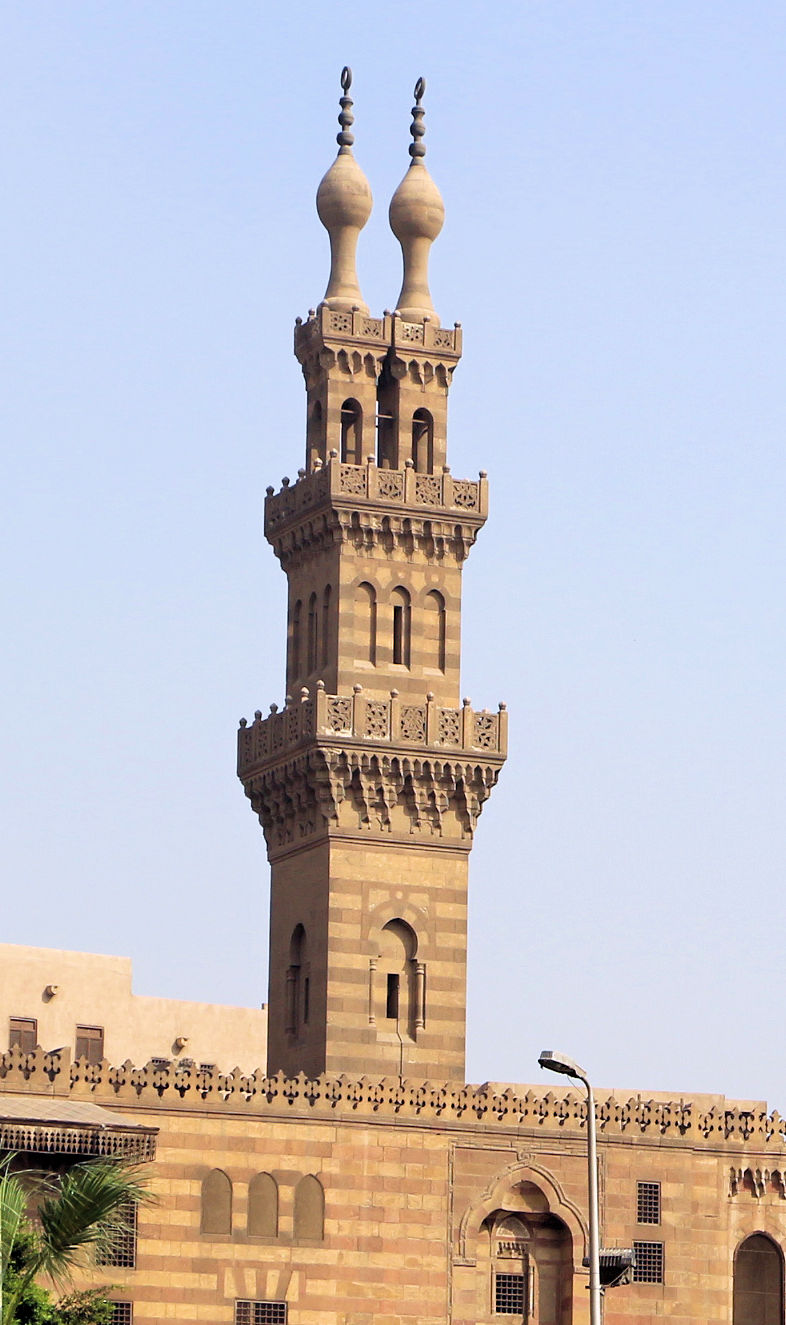
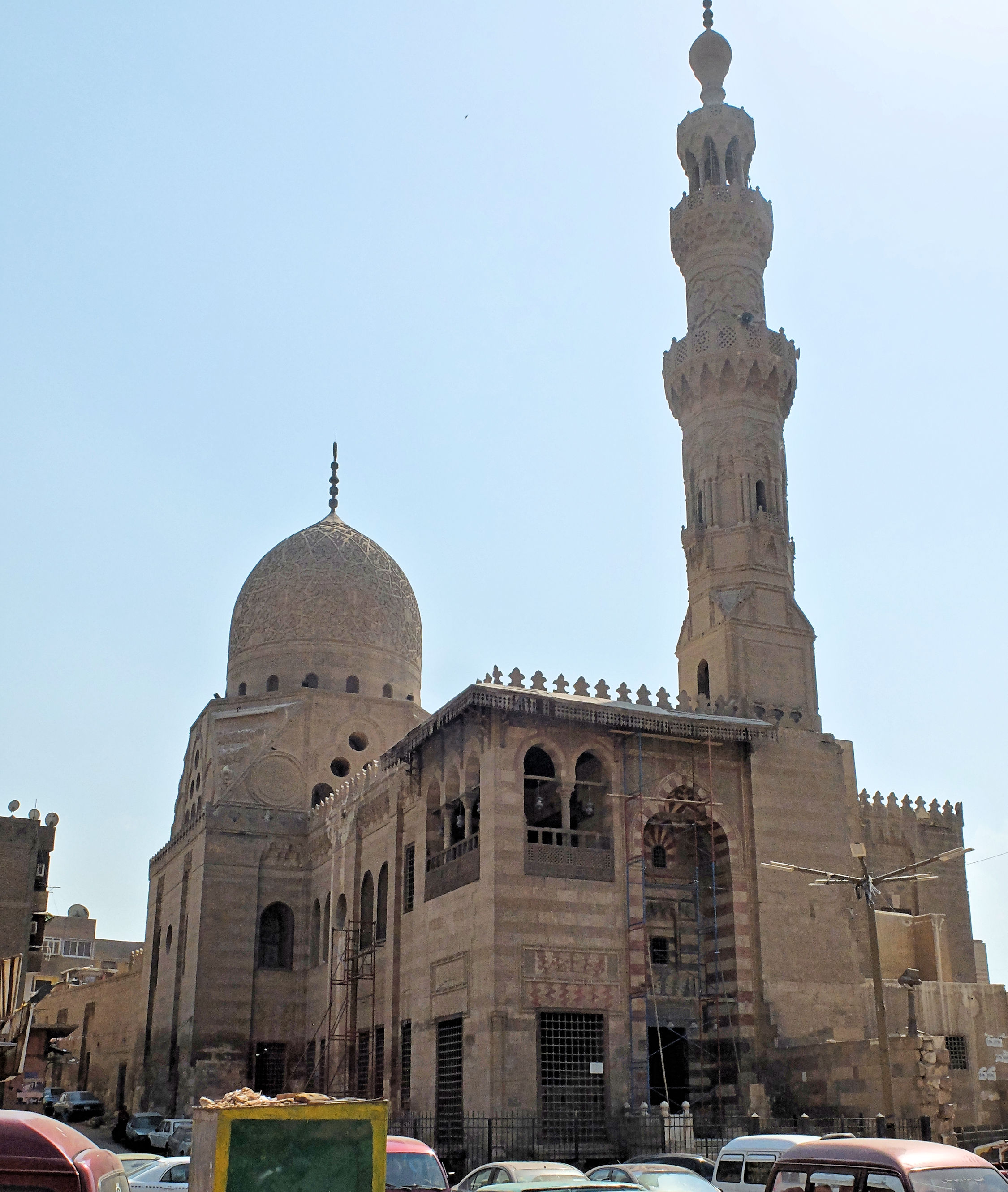